# Star Valley
Star Valley (eller Salt River Valley) er en dal i det vestlige Rocky Mountains. Dalen ligger mellem bjergkæderne Salt River Range i det vestlige Wyoming og Webster Range i det østlige Idaho. 

## Navn
Der gives to forklaringer på dalens navn. Den ene, positive forklaring er, at dalen blev navngivet af de første nybyggere efter et shoshone udtryk, der skulle betyde "Alle dales stjerne". En mere negativ forklaring er, at Star skulle være en forkortelse af "starvation" (sult), fordi de første nybyggere, der kom til dalen, havde svært ved skaffe føde i de meget barske vintre i slutningen af 1880'erne. Ikke mindst kvæget havde svært ved at overleve de meget kolde, snefyldte vintre, fx vinteren 1889, hvor der faldt 100 centimeter sne på to dage. 

## Natur
Dalen ligger i en højde af mellem 1.500 og 2.100meter, mens de omgivende bjerge når højder på omkring 3.000 meter. Tre større floder, Snake River, Greys River og Salt River mødes i dalen ved Alpine Junction. Alle floderne har en stor fiskebestand, ikke mindst af forskellige arter af ørred. I dalen lever også en lang række større dyr, fx elg, mulhjort, bjørn og puma, foruden en mængde fugle, blandt andre gæs, ænder, traner, svaner og fiskeørne.

## Befolkning
Da de hvide kom til dalen i begyndelsen af 1900-tallet, var denne beboet af shoshone indianere, som brugte den som jagtområde om sommeren. Om vinteren lå dalen tom. I 1850'erne og 1860'erne begyndte hvide nybyggere at passere dalen ad det såkaldte Lander Trail, en sidegren til Oregon Trail, men først i 1870'erne begyndte hvide nybyggere at slå sig ned i dalen. Mormonernes leder, Brigham Young, sendte mormoner til dalen for at kolonisere denne. I de første år var somrene varme og vintrene milde, men i slutningen af 1880'erne skiftede vejret, og vintrene blev meget barske, så meget kvæg døde, og nybyggerne fik store problemer. Den dag i dag, fortælles der i dalen historier om forfædre, der måtte klare sig gennem vintre, hvor dalen var dækket af 2,5 meter sne. 
Den største by i dalen er Afton med godt 1800 indbyggere (2000), som blev grundlagt af mormoner i 1885.

## Andet
Bank- og togrøveren Butch Cassidy og hans bande havde et tilholdssted i dalen, ikke langt fra Afton. U.S. Highway 89 fører gennem dalen i hele dens længde.

## Eksterne referecner
- Star Valleys officielle hjemmeside

42°50′52″N 110°56′35″V / 42.8478°N 110.9431°V